# Nichita Moțpan
Nichita Moțpan (Bălți, 17 luglio 2001) è un calciatore moldavo, centrocampista del Fakel Voronež e della nazionale moldava.

## Carriera

### Club
Nato a Bălți, ha iniziato a giocare nei settori giovanili di Rubin e Zarea Bălți. Nel luglio del 2020 viene acquistato dal Bălți, con il quale, grazie a 13 gol realizzati nell'arco della stagione, contribuisce alla promozione nella massima serie moldava. Nel marzo del 2021, era vicino a firmare con i polacchi del GKS Bełchatów, ma alla fine non fu raggiunto un accordo tra l'FC Bălți e Moțpan con il Bełchatów. Nel giugno del 2022 viene ceduto in prestito agli israeliani dell'Hapoel Haifa per una stagione.

### Nazionale
Ha rappresentato le nazionali giovanili moldave Under-17 ed Under-21. Il 10 giugno 2022, ha esordito con la nazionale moldava, disputando l'incontro perso per 2-4 contro la Lettonia, valido per la UEFA Nations League 2022-2023, partita nella quale realizza anche una rete.

## Statistiche

### Presenze e reti nei club
Statistiche aggiornate al 23 settembre 2022.
| Stagione        | Squadra         | Campionato      | Campionato | Campionato | Coppe nazionali | Coppe nazionali | Coppe nazionali | Coppe continentali | Coppe continentali | Coppe continentali | Altre coppe | Altre coppe | Altre coppe | Totale | Totale |
| Stagione        | Squadra         | Comp            | Pres       | Reti       | Comp            | Pres            | Reti            | Comp               | Pres               | Reti               | Comp        | Pres        | Reti        | Pres   | Reti   |
| --------------- | --------------- | --------------- | ---------- | ---------- | --------------- | --------------- | --------------- | ------------------ | ------------------ | ------------------ | ----------- | ----------- | ----------- | ------ | ------ |
| 2020-2021       | Bălți           | A               | ?          | 13         | CM              | 0               | 0               |                    | -                  | -                  |             | -           | -           | ?      | 13     |
| 2021-2022       | Bălți           | DN              | 23         | 7          | CM              | 1               | 0               |                    | -                  | -                  |             | -           | -           | 24     | 7      |
| 2022-2023       | Hapoel Haifa    | LhA             | 4          | 0          | CI+TC           | 0+3             | 0               |                    | -                  | -                  |             | -           | -           | 7      | 0      |
| Totale carriera | Totale carriera | Totale carriera | 27+        | 20         |                 | 4               | 0               |                    | -                  | -                  |             | -           | -           | 31+    | 20     |

### Cronologia presenze e reti in nazionale
| Cronologia completa delle presenze e delle reti in nazionale ― Moldavia | Cronologia completa delle presenze e delle reti in nazionale ― Moldavia | Cronologia completa delle presenze e delle reti in nazionale ― Moldavia | Cronologia completa delle presenze e delle reti in nazionale ― Moldavia | Cronologia completa delle presenze e delle reti in nazionale ― Moldavia | Cronologia completa delle presenze e delle reti in nazionale ― Moldavia | Cronologia completa delle presenze e delle reti in nazionale ― Moldavia | Cronologia completa delle presenze e delle reti in nazionale ― Moldavia |
| Data                                                                    | Città                                                                   | In casa                                                                 | Risultato                                                               | Ospiti                                                                  | Competizione                                                            | Reti                                                                    | Note                                                                    |
| ----------------------------------------------------------------------- | ----------------------------------------------------------------------- | ----------------------------------------------------------------------- | ----------------------------------------------------------------------- | ----------------------------------------------------------------------- | ----------------------------------------------------------------------- | ----------------------------------------------------------------------- | ----------------------------------------------------------------------- |
| 10-6-2022                                                               | Chișinău                                                                | Moldavia                                                                | 2 – 4                                                                   | Lettonia                                                                | UEFA Nations League 2022-2023 - 1º turno                                | 1                                                                       | 53’                                                                     |
| 14-6-2022                                                               | Chișinău                                                                | Moldavia                                                                | 2 – 1                                                                   | Andorra                                                                 | UEFA Nations League 2022-2023 - 1º turno                                | -                                                                       |                                                                         |
| 22-9-2022                                                               | Riga                                                                    | Lettonia                                                                | 1 – 2                                                                   | Moldavia                                                                | UEFA Nations League 2022-2023 - 1º turno                                | -                                                                       | 84’                                                                     |
| 25-9-2022                                                               | Chișinău                                                                | Moldavia                                                                | 2 – 0                                                                   | Liechtenstein                                                           | UEFA Nations League 2022-2023 - 1º turno                                | -                                                                       | 57’                                                                     |
| 16-11-2022                                                              | Chișinău                                                                | Moldavia                                                                | 1 – 2                                                                   | Azerbaigian                                                             | Amichevole                                                              | 1                                                                       | 66’                                                                     |
| 20-11-2022                                                              | Chișinău                                                                | Moldavia                                                                | 0 – 5                                                                   | Romania                                                                 | Amichevole                                                              | -                                                                       | 24’ 75’                                                                 |
| 24-3-2023                                                               | Chișinău                                                                | Moldavia                                                                | 1 – 1                                                                   | Fær Øer                                                                 | Qual. Euro 2024                                                         | -                                                                       | 46’                                                                     |
| 27-3-2023                                                               | Chișinău                                                                | Moldavia                                                                | 0 – 0                                                                   | Rep. Ceca                                                               | Qual. Euro 2024                                                         | -                                                                       | 59’                                                                     |
| 17-6-2023                                                               | Tirana                                                                  | Albania                                                                 | 2 – 0                                                                   | Moldavia                                                                | Qual. Euro 2024                                                         | -                                                                       | 38’ 55’                                                                 |
| 20-6-2023                                                               | Chișinău                                                                | Moldavia                                                                | 3 – 2                                                                   | Polonia                                                                 | Qual. Euro 2024                                                         | -                                                                       | 46’                                                                     |
| 7-9-2023                                                                | Linz                                                                    | Austria                                                                 | 1 – 1                                                                   | Moldavia                                                                | Amichevole                                                              | -                                                                       | 61’                                                                     |
| 10-9-2023                                                               | Tórshavn                                                                | Fær Øer                                                                 | 0 – 1                                                                   | Moldavia                                                                | Qual. Euro 2024                                                         | -                                                                       | 11’ 90+3’                                                               |
| 12-10-2023                                                              | Solna                                                                   | Svezia                                                                  | 3 – 1                                                                   | Moldavia                                                                | Amichevole                                                              | -                                                                       | 57’                                                                     |
| 15-10-2023                                                              | Varsavia                                                                | Polonia                                                                 | 1 – 1                                                                   | Moldavia                                                                | Qual. Euro 2024                                                         | -                                                                       | 70’                                                                     |
| 17-11-2023                                                              | Chișinău                                                                | Moldavia                                                                | 1 – 1                                                                   | Albania                                                                 | Qual. Euro 2024                                                         | -                                                                       | 69’                                                                     |
| 20-11-2023                                                              | Olomouc                                                                 | Rep. Ceca                                                               | 3 – 0                                                                   | Moldavia                                                                | Qual. Euro 2024                                                         | -                                                                       | 46’                                                                     |
| 22-3-2024                                                               | Boztepe                                                                 | Macedonia del Nord                                                      | 1 – 1                                                                   | Moldavia                                                                | Amichevole                                                              | -                                                                       | 58’                                                                     |
| 8-6-2024                                                                | Chișinău                                                                | Moldavia                                                                | 3 – 2                                                                   | Cipro                                                                   | Amichevole                                                              | 1                                                                       | 46’                                                                     |
| 11-6-2024                                                               | Chișinău                                                                | Moldavia                                                                | 0 – 4                                                                   | Ucraina                                                                 | Amichevole                                                              | -                                                                       | 46’                                                                     |
| 7-9-2024                                                                | Chișinău                                                                | Moldavia                                                                | 2 – 0                                                                   | Malta                                                                   | UEFA Nations League 2024-2025 - 1º turno                                | -                                                                       | 65’ 70’                                                                 |
| 10-9-2024                                                               | Chișinău                                                                | Moldavia                                                                | 1 – 0                                                                   | San Marino                                                              | Amichevole                                                              | -                                                                       | 46’                                                                     |
| 10-10-2024                                                              | Chișinău                                                                | Moldavia                                                                | 2 – 0                                                                   | Andorra                                                                 | UEFA Nations League 2024-2025 - 1º turno                                | -                                                                       | 26’ 57’                                                                 |
| 16-11-2024                                                              | Andorra la Vella                                                        | Andorra                                                                 | 0 – 1                                                                   | Moldavia                                                                | UEFA Nations League 2024-2025 - 1º turno                                | -                                                                       | 77’                                                                     |
| 19-11-2024                                                              | Gibilterra                                                              | Gibilterra                                                              | 1 – 1                                                                   | Moldavia                                                                | Amichevole                                                              | -                                                                       | 37’ 70’                                                                 |
| 22-3-2025                                                               | Chișinău                                                                | Moldavia                                                                | 0 – 5                                                                   | Norvegia                                                                | Qual. Mondiali 2026                                                     | -                                                                       | 80’                                                                     |
| 25-3-2025                                                               | Chișinău                                                                | Moldavia                                                                | 2 – 3                                                                   | Estonia                                                                 | Qual. Mondiali 2026                                                     | -                                                                       | 78’                                                                     |
| 6-6-2025                                                                | Varsavia                                                                | Polonia                                                                 | 2 – 0                                                                   | Moldavia                                                                | Amichevole                                                              | -                                                                       | 38’ 59’                                                                 |
| 9-6-2025                                                                | Reggio Emilia                                                           | Italia                                                                  | 2 – 0                                                                   | Moldavia                                                                | Qual. Mondiali 2026                                                     | -                                                                       | 58’                                                                     |
| Totale                                                                  |                                                                         | Presenze                                                                | 28                                                                      |                                                                         | Reti                                                                    | 3                                                                       |                                                                         |

## Palmarès

### Club

#### Competizioni nazionali
- Divizia A: 1

Bălți: 2020-2021